# Thiago Machado dos Santos
Thiago Machado dos Santos (* 26. April 1976; † 8. September 2005 in Juiz de Fora, Minas Gerais) war ein brasilianischer Triathlet.

## Werdegang
Machado dos Santos fand als Sechsjähriger zum Schwimm- und Radsport. Er wurde nationaler Juniorenmeister im Mountainbike. 
Er war einer der vielversprechendsten Triathleten Südamerikas, errang 2004 bei der Südamerikameisterschaft im Triathlon die Silbermedaille. Bei der Brasilianischen Meisterschaft wurde er Vierter.
2005 brach er während eines Trainings in seiner Heimat zusammen und der 29-Jährige starb laut brasilianischer Medienberichte an Herzversagen.